# Jang Hye-ji
Jang Hye-ji (koreanisch 장혜지, hanja 張惠智; * 7. August 1997) ist eine südkoreanische Curlerin. Sie spielt vorwiegend im Mixed Doubles.
Jang spielte erstmals international bei der Mixed-Doubles-Weltmeisterschaft 2016. Zusammen mit Lee Ki-jeong kam sie auf den 13. Platz. Im darauffolgenden Jahr konnten sich die beiden mit dem sechsten Platz deutlich verbessern. Bei den Olympischen Winterspielen 2018 traten sie im Heimatland beim erstmals ausgetragenen Mixed-Doubles-Wettbewerb an. Nach zwei Siegen und fünf Niederlagen in der Round Robin belegten sie den sechsten Platz. Nach dem positiven Dopingbefund bei Alexander Kruschelnizki und der Disqualifikation des Teams Olympic Athletes from Russia rückten sie auf den fünften Platz vor.